# Danilo Manoel Martins
Danilo Manoel Martins, mais conhecido como Danilo (Criciúma, 15 de julho de 1951 — Joinville, 15 de julho de 1999), foi um futebolista brasileiro que atuou como goleiro.

## Carreira
Iniciou sua carreira no Próspera da sua cidade natal em 1973. Em 1975 foi para o Avaí, aonde sagrou-se campeão do Campeonato Catarinense logo em seu primeiro ano no clube. Lá, atuou ao lado de craques consagrados como Veneza, Balduíno e Zenon. Ao todo, no clube de Florianópolis, foram 115 partidas, sendo 59 vitórias, 35 empates e 21 derrotas.
No ano de 1977, seguiu para o Joinville aonde atuou até 1980, ano este que marcou sua saída conturbada do time do norte de Santa Catarina quando, em uma excursão a Maceió, foi utilizado como bode expiatório por grande parte do elenco do JEC que roubaram talheres do jantar do hotel. Danilo e o seu companheiro de equipe, o lateral João Carlos, que também haviam participado do ato, foram responsabilizado sozinhos pelo feito. Depois disso, com muita lamentação de Danilo, ele foi dispensado do clube.
Ainda em 1980, Danilo voltou para Criciúma e atuou por dois anos no Comerciário, onde se aposentou em 1982 aos 31 anos de idade.

## Morte
Após passar algum tempo internado no Hospital Dona Helena, em Joinville, Danilo morreu em 15 de julho de 1999, aos 48 anos de idade, por falência de múltiplos órgãos.

## Títulos
Avaí
- Campeão Catarinense - 1975

Joinville
- Campeão Catarinense: 1978, 1979